# Stettiner Entomologische Zeitung
Stettiner Entomologische Zeitung – niemieckie czasopismo entomologiczne, ukazujące się od 1840 do 1944 roku, początkowo jako „Jahresbericht des Entomologischen Vereins zu Stettin”, potem jako „Entomologische Zeitung” (od 1840 do 1914), ostatecznie pod tytułem „Stettiner Entomologische Zeitung” (od 1915 do 1944). Było oficjalnym czasopismem Stettiner Entomologische Verein.